# Raghuvansh Prasad Singh

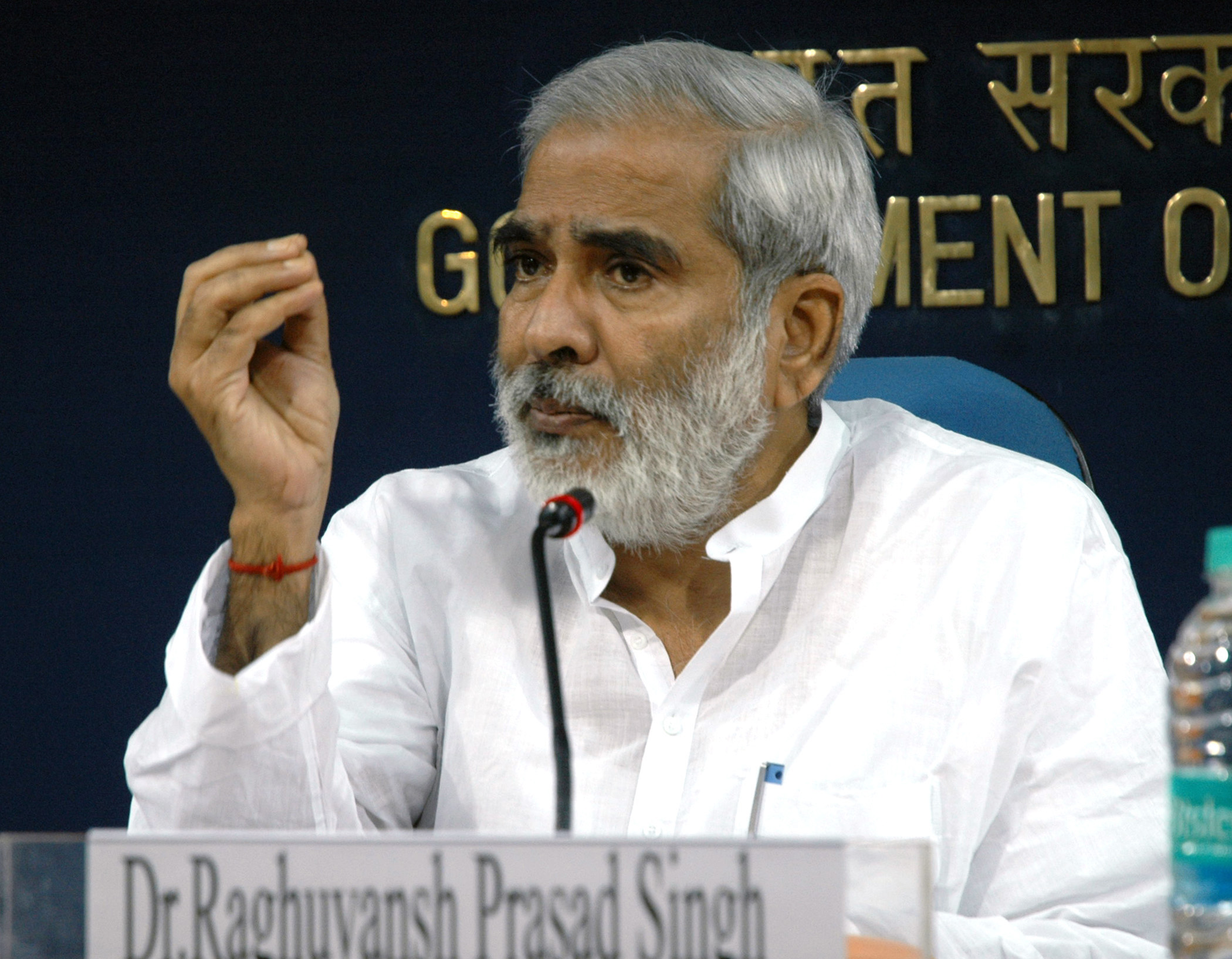
Raghuvansh Prasad Singh (2008)

Raghuvansh Prasad Singh (* 6. Juni 1946 in Shahpur, Bihar; † 13. September 2020 in Neu-Delhi) war ein indischer Politiker (RJD).

## Leben
Singh stammt aus dem Ort Shahpur im Distrikt Vaishali in Bihar. Er hatte ein Studium der Mathematik absolviert und arbeitete als Mathematiklehrer an einem College in Sitamarhi. Er gehörte zunächst der Samyukta Socialist Party an, später der 1988 gegründeten Janata Dal, sowie der 1997 als Abspaltung der Janata Dal gegründeten RJD. Von 1977 bis 1979 war er im Bundesstaat Bihar Staatssekretär für Energie in der Regierung von Karpoori Thakur. Von 1980 bis 1990 war er Abgeordneter im Parlament des Bundesstaates Bihar.
1996 wurde er erstmals in die Erste Parlamentskammer auf Bundesebene (Lok Sabha) gewählt, dieser gehörte er bis 2014 an. Er war ab 1996 zunächst Staatssekretär für Tierhaltung und Molkereiwesen, dann von 1997 bis 1998 Staatssekretär für Lebensmittel- und Verbraucher-Angelegenheiten.
Von 2004 bis 2009 war er auf Bundesebene Minister für ländliche Entwicklung in der Regierung von Manmohan Singh. Unter seiner Federführung kam der Mahatma Gandhi National Rural Employment Guarantee Act (MGNREGA) zustande.
Er starb im Alter von 74 Jahren im All India Institute of Medical Sciences in Neu-Delhi an einer COVID-19-Infektion.